# Appellationsgericht Hamm
Das Appellationsgericht Hamm war zwischen 1849 und 1879 ein preußisches Appellationsgericht mit Sitz in Hamm.

## Geschichte
Die „Verordnung über die Aufhebung der Privatgerichtsbarkeit und des eximierten Gerichtsstandes sowie über die anderweitige Organisation der Gerichte“ vom 2. Januar 1849 hob dann auch die Patrimonialgerichtsbarkeit auf. Gleichzeitig wurde das Appellationsgericht Hamm geschaffen. Dem Appellationsgericht Hamm waren die Kreisgerichte nachgelagert, die grundsätzlich je Landkreis eingerichtet wurden. Dem Appellationsgericht Hamm war das Oberappellationsgericht Berlin übergeordnet.
Mit den Reichsjustizgesetzen wurden die Gerichte im Deutschen Reich vereinheitlicht. Das Appellationsgericht Hamm wurde 1879 aufgehoben. Neu eingerichtet wurde nun das Landgericht Dortmund im Bezirk des Oberlandesgerichtes Hamm.

## Sprengel
Der Sprengel des Appellationsgerichtes Hamm umfasste die Kreise Bochum, Dortmund, Hagen, Hamm, Iserlohn, Soest und den größten Teil des Kreises Altena aus dem Regierungsbezirk Arnsberg und die Kreise Rees, Essen und Duisburg aus dem Regierungsbezirk Düsseldorf. Es bestanden dort 10 Kreisgerichte in 3 Schwurgerichtsbezirken.
| Kreisgericht             | Sitz        | Schwurgerichtsbezirk | Gerichtskommissionen                                          |
| ------------------------ | ----------- | -------------------- | ------------------------------------------------------------- |
| Kreisgericht Bochum      | Bochum      | Hamm                 | Gerichtsdeputation in Hattingen, Gerichtskommission in Witten |
| Kreisgericht Dortmund    | Dortmund    | Hamm                 | Gerichtskommission in Schwerte                                |
| Kreisgericht Duisburg    | Duisburg    | Wesel                | Gerichtsdeputation in Broich,                                 |
| Kreisgericht Essen       | Essen       | Wesel                | Gerichtskommission in Werden                                  |
| Kreisgericht Hagen       | Hagen       | Hagen                | Gerichtsdeputation in Schwelm,                                |
| Kreisgericht Hamm        | Hamm        | Hamm                 | Gerichtsdeputation in Unna,                                   |
| Kreisgericht Iserlohn    | Iserlohn    | Hagen                | Gerichtskommissionen in Limburg, Menden                       |
| Kreisgericht Lüdenscheid | Lüdenscheid | Hagen                | Gerichtskommissionen in Altena, Meinerzhagen, Plettenberg     |
| Kreisgericht Soest       | Soest       | Hamm                 | Gerichtskommission in Merl                                    |
| Kreisgericht Wesel       | Wesel       | Wesel                | Gerichtskommissionen in Dinslaken, Emmerich, Rees             |